# Ancrofobia

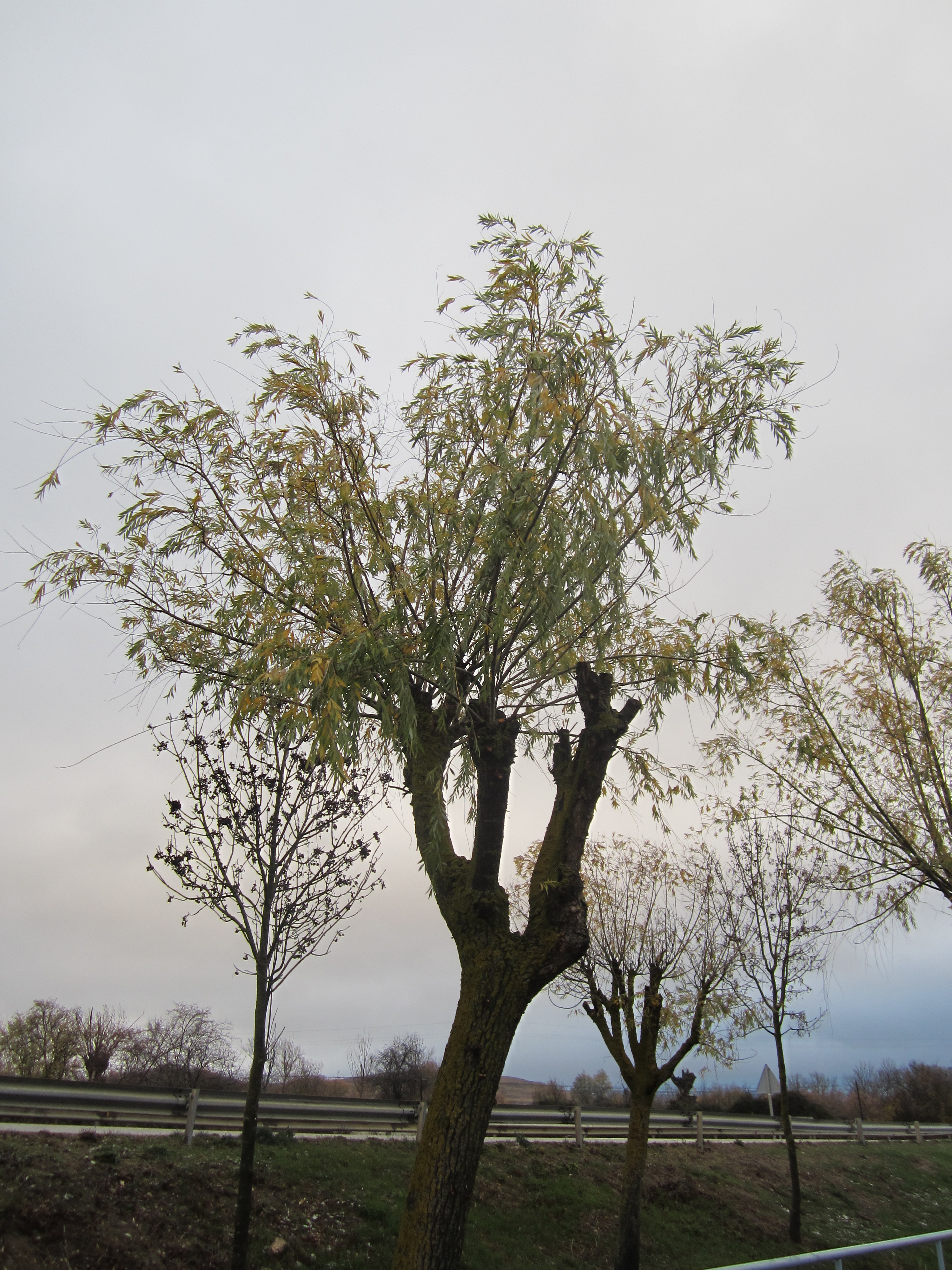
Imagen sobre un árbol cuyas hojas se están moviendo a causa del viento

Ancrofobia, también conocida como anemofobia es un miedo extremo al viento o corrientes de aire. No es muy común y puede ser tratado. Tiene diferentes efectos en el cerebro humano según la persona.

## Origen
Esta fobia es el resultado de una experiencia traumática del pasado, es decir, no se nace con ella. Esta experiencia se puede quedar grabada en el subconsciente de la persona en cuestión y provoca que en un futuro pueda desarrollar un miedo a los cambios de tiempo y a las tormentas.
Las personas con ancrofobia suelen pensar que el viento puede matar y destruir. Además, tienden a evitar ambientes que recuerden a viento tal como los acantilados y la playa por las olas del mar.
Puede estar relacionada con la aeroacrofobia (miedo a los sitios abiertos y altos) y con la anemofobia (miedo a las corrientes de aire)

## Síntomas
El nivel de miedo y síntomas dependen de la persona. Hay cuatro tipos de síntomas: psicológicos, físicos, mentales y emocionales.

### Psicológicos
Los síntomas psicológicos incluyen:
- Ansiedad cuando está ante viento.
- Miedo a que las corrientes pueda herir.
- Un deseo de alejarse de él a toda costa.

El miedo al viento es dado por sobrestimar el peligro que puede provocar, ya que se piensa que representa una amenaza real, cuando en realidad, no es así, excepto en ocasiones en las que sí que supone un peligro como en huracanes, ciclones, tornados o tifones.

### Físicos
Los síntomas físicos incluyen:
- Boca seca.
- Temblores o estremecimientos.
- Sensación de estar tenso.
- Respiración rápida.
- Sudor de manos.
- Náuseas.
- Latidos irregulares.

### Mentales
Los síntomas mentales son: 
- Pensamientos obsesivos, no pueden pensar en otra cosa que no sea el miedo que tienen.
- Sentimiento de perder el control.
- Miedo a desmayarse.
- Sentimiento de que la situación es irreal.

### Emocionales
Los síntomas emocionales son:
- Terror.
- Deseo de huir de la situación.
- Ansiedad ante lo que pueda pasar.

## Causas
Las personas no nacen con ancrofobia, el miedo al viento es consecuencia de una mala experiencia del pasado. Una de las experiencias más comunes que desencadena esta fobia ocurre cuando la persona es víctima de un viento fuerte y piensa que le hará daño o incluso le matará. De esta manera, relacionará el viento con peligro.

## Medicación
Se han diseñado medicamentos que pueden ayudar a los pacientes con sus síntomas. La medicación generalmente tiene como pilar los antidepresivos, aunque pueden provocar efectos secundarios, la mayoría de ellos son leves y autolimitados. La fórmula más popular de enfrentar su miedo es con ayuda de la hipnosis y la psicología. En algunas de estas sesiones, el paciente se coloca frente a un ventilador, haciendo así, que se enfrente a sus miedos, pero siempre en un entorno seguro. Usando la hipnosis, también puede ayudar, al poder llegar al subconsciente de la persona y eliminar así su miedo.